# (11668) Балия
(11668) Балия (др.-греч. Βαλίος) — типичный троянский астероид Юпитера, движущийся в точке Лагранжа L4, в 60° впереди планеты. Астероид был открыт 3 ноября 1997 года чешским астрономом Петром Правец в обсерватории Ондржеёв и назван в честь одного из персонажей древнегреческой мифологии.

Орбита астероида Балия и его положение в Солнечной системе